# Evans Kiplagat Barkowet
Evans Kiplagat Barkowet (5 maart 1988) is een Keniaanse langeafstandsloper, die sinds juni 2016 uitkomt voor Azerbeidzjan. Hij nam eenmaal deel aan de Olympische Spelen, maar won bij die gelegenheid geen medailles.

## Loopbaan
In 2009 liep Kiplagat Barkowet zichzelf flink in de kijker door de halve marathon binnen het uur te voltooien. Met een tijd van 59.56 behaalde hij een derde plaats bij de halve marathon van Lille. In 2012 werd hij tweede bij de 20 km van Parijs.
Zijn marathondebuut beleefde hij in 2009 in Amsterdam. Met een tijd van 2:10.46 finishte hij als tiende. Zijn persoonlijk record van 2:09.22 liep hij twee jaar later bij de marathon van Wenen. Hier behaalde hij een derde plaats.
In 2016 nam Kiplagat Barkowet deel aan de halve marathon bij de Europese kampioenschappen in Amsterdam. Hij eindigde op een negentiende plaats in 1:05.01. Op de Olympische Spelen van Rio de Janeiro, later dat jaar, finishte hij als 28e op de marathon in 2:15.31.

## Persoonlijke records
| Onderdeel      | Prestatie | Datum            | Plaats    |
| -------------- | --------- | ---------------- | --------- |
| 10.000 m       | 28.55,82  | 20 mei 2017      | Bakoe     |
| 10 km          | 28.08     | 5 april 2014     | Praag     |
| 15 km          | 42.45     | 5 april 2014     | Praag     |
| 20 km          | 57.41     | 5 april 2014     | Praag     |
| halve marathon | 59:56     | 5 september 2009 | Lille     |
| 25 km          | 1:14.11   | 16 oktober 2011  | Amsterdam |
| 30 km          | 1:29.12   | 16 oktober 2011  | Amsterdam |
| marathon       | 2:09.22   | 17 april 2011    | Wenen     |

## Palmares

### 5000 m
- 2014: 5e Russische kamp. in Kazan - 13.50,78

### 10 km
- 2011:  São Silvestre da Amadora - 29.20
- 2012:  Prova de Atletismo de Cesar in Cesari - 30.27
- 2013:  We Run Rome - 28.48

### 15 km
- 2014: 4e Vodafone Istanbul - 44.36

### 20 km
- 2012:  20 km van Parijs - 58.16

### halve marathon
- 2009:  halve marathon van Lille - 59.56
- 2012:  halve marathon van Viana do Castelo - 1:03.27
- 2012:  halve marathon van Saint Denis - 1:03.13
- 2013:  halve marathon van Rabat - 1:00.28
- 2013:  halve marathon van Darıca - 1:02.50
- 2014:  halve marathon van Darica - 1:02.30
- 2014: 7e halve marathon van Praag - 1:00.55
- 2015:  halve marathon van Tarsus - 1:02.15
- 2015:  halve marathon van Istanboel - 1:00.13
- 2015:  halve marathon van Mwanza - 1:04.55
- 2016: 10e halve marathon van Istanboel - 1:02.50
- 2016: 19e EK - 1:05.01

### marathon
- 2009: 10e marathon van Amsterdam - 2:10.46
- 2010: 14e marathon van Rotterdam - 2:16.25
- 2010: 9e marathon van Frankfurt - 2:10.07
- 2011:  marathon van Wenen - 2:09.22
- 2011: 10e marathon van Amsterdam - 2:10.42
- 2012:  marathon van Istanboel - 2:16.43
- 2015:  marathon van Iten - 2:15.42
- 2015:  marathon van Istanboel - 2:12.51
- 2016: 28e OS - 2:15.31